# Simon Passelewe
Simon Passelewe († zwischen 21. Oktober 1269 und Oktober 1270) war ein englischer Beamter und Richter im Dienst von König Heinrich III.

## Herkunft
Simon Passelewe entstammte einer Familie der Gentry, vermutlich aus Buckinghamshire. Er hatte zwei Brüder, von denen Hamo zeitweise als Sheriff von Norfolk und Suffolk diente. Sein Bruder Robert wurde Geistlicher und diente zeitweise als ranghoher königlicher Beamter und Richter. Eine Schwester von ihm heiratete William of Holwell, der zeitweise Sheriff von Hertfordshire war. 

## Aufstieg zum königlichen Richter
Simon Passelewe war vor dem 6. Mai 1242 in den Dienst des Königs getreten. Im Dezember 1243 wurde er beauftragt, zusammen mit Gilbert of Preston die Aufzeichnungen über die Schulden, die christliche Gläubiger bei Juden in Cambridge machten, zu überprüfen. 1244 diente er als Verwalter der Temporalien der vakanten Diözese Chichester. 1248 wurde er beauftragt, einen Jahrmarkt in Stamford zu beaufsichtigen sowie Abgaben von den königlichen Gütern in Essex und Hertfordshire einzuziehen. Vermutlich vor Januar 1253 trat er als Beamter in den Dienst des Exchequer. Ab Februar 1253 diente er kurzzeitig als Richter, um die Besteuerung der englischen Juden festzulegen, doch im Oktober 1253 und im Juli 1254 überbrachte er Gelder in die Gascogne, wo sich König Heinrich III. eine Rebellion niederschlug. Vor dem 19. Februar 1255 wurde er wieder Richter, um die Besteuerung der Juden festzulegen. Dieses Amt übte er bis mindestens Juni 1258, vielleicht auch bis zum 3. Juni 1259 aus. In dieser Funktion taxierte er im November 1255 den Wert des Viehs der jüdischen Einwohner von Lincoln, die nach dem angeblichen Ritualmord an dem Jungen Hugh of Lincoln geflohen, hingerichtet oder inhaftiert worden waren. Zwischen Juni und September 1259 war er sicher nicht als Richter tätig, denn am 30. September 1259 wurde er erneut zum Richter für die Judenbesteuerung ernannt, was er mindestens bis Februar 1262, aber längstens bis Juni 1262 blieb.

## Weitere Dienste für den König
Passelewe diente nicht nur als Richter, sondern erledigte auch noch sehr erfolgreich vielfältige andere Aufgaben für den König. Im Dezember 1257 reiste er als Gesandter des Königs nach Frankreich. Im Frühjahr 1258 versuchte er erfolglos, von den Klöstern St Albans, Reading und Waltham Gelder für den König zu erheben. Am 4. Mai 1258 sandte ihn der König zu seinem Bruder Richard von Cornwall nach Deutschland, wo dieser zum König gewählt worden war. Wahrscheinlich sollte er Richard von Heinrichs III. Zustimmung zur Bildung des 24-köpfigen Staatsrats zu unterrichten. Die Zustimmung des Königs erfolgte nur auf Druck einer Adelsopposition, denn der Staatsrat sollte ein Reformprogramm für die Regierung des Königs erarbeiten. Im Mai 1260 wurde Passelewe nach Frankreich geschickt, wo er sich vom französischen König Ludwig IX. Geld für den englischen König leihen sollte. Im August 1260 sollte er in den Welsh Marches im Konflikt mit dem walisischen Fürsten Llywelyn ap Gruffydd über einen Friedensvertrag verhandeln. Während dieser Zeit hatte sich der Konflikt zwischen Heinrich III. und der Adelsopposition zu einer schweren Krise geführt, die schließlich zum offenen Zweiten Krieg der Barone gegen den König führte. Auch Passelewe überwarf sich kurzzeitig mit dem König, doch im Juli 1262 begleitete er den König nach Frankreich. Nach der Rückkehr des Königs nach England blieb Passelewe bis März 1263 als Anwalt des Königs in Paris, wo er zusammen mit Master John of Chishall und Imbert de Montferrand versuchte, einen Ausgleich zwischen Heinrich III. und Simon de Montfort, dem Führer der Adelsopposition auszuhandeln. 
Über Passelewes Tätigkeit während des eigentlichen Kriegs der Barone 1264 und 1265 ist wenig bekannt. Nach dem Sieg der königlichen Partei sandte ihn der König im Februar 1266 erneut zum französischen König. Im Februar 1268 war Passelewe erneut in Paris, wo er als Gesandter Heinrichs III. Friedensverhandlungen zwischen der englischen Gascogne und dem Königreich Navarra führte. Im Frühjahr 1268 wurde er zum Baron of the Exchequer ernannt. Er starb zwischen dem 21. Oktober 1269 und Oktober 1270, vermutlich schon vor März 1270.

## Nachkommen und Erbe
Obwohl der König Passelewe 1242 eine geistliche Pfründe verschaffen wollte, hatte Passelewe mindestens einen Sohn, John of Middleton, und eine Tochter, Katherine Passelewe. Über Passelewes Frau ist nichts bekannt. Sein Sohn erbte seinen Grundbesitz in Compton in Surrey.